# حارة ماجل السمع (صنعاء)

تعديل مصدري - تعديل

حارة ماجل السمع هي إحدى حارات حي معين بمديرية معين إحد مديريات العاصمة اليمنية صنعاء، بلغ تعداد سكانها 3506 نسمة حسب تعداد اليمن لعام 2004.